# Albert Ferry
Pour les articles homonymes, voir Ferry.
Albert Ferry, né le 27 février 1833 à Fraize (Vosges) et mort le 16 décembre 1893 à Paris, est un homme politique français.

## Biographie
Sans lien de parenté avec Jules Ferry, il est comme lui originaire des Vosges, d'un père huissier de justice. Il fait des études de droit à Strasbourg puis à Paris avant de rentrer dans les Vosges comme avocat au barreau de Saint-Dié en 1856. Républicain, il devient le chef de l'opposition républicaine à Saint-Dié et y fonde la loge maçonnique en 1868 l'égalité vosgienne et y reste le vénérable jusqu'en 1892. Il crée aussi la même année le cercle de la Ligue de l'enseignement. Il est élu en 1870 conseiller municipal. 
Dès le 4 septembre 1870 et la proclamation de la République, il est l'un des cinq déodatiens à faire une commission pour appliquer les décisions du nouveau pouvoir mais il n'est pas reconnu et cède sa place au conseil municipal. Albert est nommé sous-préfet de Mirecourt le 12 septembre mais n'y reste pas longtemps. Il se trouve ensuite à Bordeaux le 28 janvier 1871 et est désigné candidat sur la liste républicaine à la huitième place. Il n'est pas élu. Il est à nouveau battu aux cantonales d'octobre à Saint-Dié par le maire de Saint-Dié, Charles-Nicolas Gachotte. Cependant, Albert prend le contrôle du journal républicain de Saint-Dié la Gazette vosgienne. En 1874, il devient conseiller général du canton de Gérardmer.
Avec l'arrivée de Jules Ferry à Saint-Dié, il se retrouve en difficulté face à la figure de ce déodatien. En 1876, il pense se présenter à la députation mais y renonce. Il est élu maire de Saint-Dié en 1880 et réélu en 1884. Durant son mandat, il fait des travaux pour le collège de la ville et fait construire deux groupes scolaires, améliore la voirie et les égouts. Grâce à la division en deux nouvelles circonscriptions de celle de Saint-Dié, il peut se présenter à Saint-Dié II tandis que Jules Ferry se présente à la première. Il rejoint alors le nouveau groupe de la Gauche radicale en décembre après un passage dans la Gauche républicaine. Il vote pour l'expédition du Tonkin. En 1885, il se retrouve sur la liste départementale qui a été réduite de 7 à 6 membres et Albert peut s'y présenter car Charles Ferry, frère de Jules, ne se représente pas. Albert est réélu en dernière place. Aux municipales de 1888, sa liste fait face à une liste boulangiste, soutenue par les cléricaux et si la liste obtient une belle avance au premier tour qui permet le bachotage de l'ensemble de ses colistiers, au second tour, il est battu par le conservateur Charton, mais la liste républicaine est majoritaire. En 1889, au retour du scrutin d'arrondissement, il est réélu face à deux boulangistes. Il milite ardemment à la Chambre pour l'annulation de l'élection à Saint-Dié d'Ernest Picot pour corruption, ce qu'il obtient. 
Au décès de Jules Ferry en 1893, il se présente à la sénatoriale partielle contre Charles Ferry, frère du défunt. Révélant au grand jour la rivalité entre les deux homonymes et le congrès républicain à Épinal en mai, n'arrive pas à départager entre les deux candidats. Charles met en avant le fait qu'il a déjà été sénateur auparavant et Albert montre son ancienneté dans la vie politique et les sacrifices pour le parti républicain avec notamment son soutien à Jules Ferry en 1889, voulant donc en récompense son siège. Cependant, il n'est soutenu que par une minorité dans le parti et Albert refuse le verdict du congrès, qu'il quitte avec ses partisans. Sur les 320 délégués, 215 participent, 204 pour Charles, 7 pour Albert et 4 blanc. Albert obtient alors le soutien des conservateurs en mêlant Charles dans le scandale du Panama et continuant leurs attaques héritées contre son frère. C'est finalement Albert qui l'emporte. Dans la continuation de son attaque contre la famille Ferry, il présente, avec son ami le député Henry Boucher, Maximilien Kelsch, un industriel et maire de Gérardmer, qui échoue contre le candidat soutenu par Charles Ferry, Paul Marcillat, maire de Plainfaing et conseiller général. Cependant sa santé chancèle et il demande un congé au Sénat d'un mois avant d'avoir pu siéger, il se rend à son domicile de Paris, rue de Condorcet et y décède.
L'hommage de Challemel-Lacour, président du Sénat, est assez caustique, saluant son côté travailleur mais n'ayant que peu travaillé à la Chambre, au contraire de ses actions au niveau local.

## Sources
- « Albert Ferry », dans Adolphe Robert et Gaston Cougny, Dictionnaire des parlementaires français, Edgar Bourloton, 1889-1891 [détail de l’édition]
- « Albert Ferry », dans le Dictionnaire des parlementaires français (1889-1940), sous la direction de Jean Jolly, PUF, 1960 [détail de l’édition]
- Dir. Jean El Gammal, François Roth et Jean-Claude Delbreil, Dictionnaire des Parlementaires lorrains de la Troisième République, Metz, Serpenoise, 2006 (ISBN 2-87692-620-2, OCLC 85885906, lire en ligne), p. 353-355